# Marek Budzisz
Marek Budzisz (ur. 18 czerwca 1964 w Łodzi) – polski publicysta, historyk, dziennikarz, działacz opozycji antykomunistycznej oraz ekspert ds. Rosji i obszarów postsowieckich w Fundacji Instytut Wolności.

## Życiorys

### Działalność polityczna
W 1981 jeden z współtwórców (przewodniczący) Niezależnego Zrzeszenia Uczniów Szkół Średnich, opozycyjnej organizacji młodzieżowej utworzonej z inicjatywy uczniów łódzkich szkół średnich. W okresie stanu wojennego organizator Komitetu Samoobrony Młodych, co w rezultacie doprowadziło w 1983 do jego aresztowania na okres 3 miesięcy, następnie został zwolniony na mocy amnestii. W czasie studiów na Wydziale Historii Uniwersytetu Warszawskiego związał się z Ruchem Młodej Polski. Był współzałożycielem Łódzkiego Porozumienia Obywatelskiego, Łódzkiego Towarzystwa Gospodarczego (wiceprzewodniczący), Łódzkiej Izby Przemysłowo-Handlowej (wiceprezes). Po 1989 związał się z Unią Demokratyczną, którą opuścił wraz z secesją Aleksandra Halla. Następnie był członkiem zarządu Partii Konserwatywnej, a następnie Koalicji Konserwatywnej, kolejno jednym z założycieli Klubu Konserwatywnego w Łodzi. W latach 1997–2001 pełnił funkcję doradcy szefa Kancelarii Prezesa Rady Ministrów oraz ministra finansów w rządzie Jerzego Buzka. Obecnie jest członkiem Prawicy Rzeczypospolitej.

### Działalność zawodowa
Autor licznych artykułów prasowych m.in. w „Rzeczpospolitej”, „Życiu Gospodarczym”, „Młodej Polsce”, „Ładzie”, „Życiu Warszawy”, „Życiu”, „Wprost” „Nowej Konfederacji”, „Dzienniku Gazecie Prawnej”, „Rzeczach Wspólnych”, „wGospodarce”, „Gazecie Bankowej”, „Nowym Państwie”. Zawodowo prowadził własną działalność gospodarczą, zasiadał w kilku radach nadzorczych, w TVP był szefem zespołu programowego „Pulsu Dnia”, w „Życiu” szefem zespołu gospodarczego, a w „Radiu Plus” był dyrektorem programowym. Były członek kolegium redakcyjnego „Polityki Polskiej” oraz „Kwartalnika Konserwatywnego” (1997–2000). Obecnie pełni funkcję dyrektora finansowego w prywatnym funduszu inwestycyjnym oraz zajmuje się doradztwem gospodarczym, będąc prezesem kilku firm doradzających na rynku finansowym i gospodarczym. Jest również doradcą Zarządu Top Farm. Analityk w Strategy&Future.
Autor kilku książek o tematyce gospodarczej i geopolitycznej.

## Publikacje

### Publikacje autorskie
- Koniec rosyjskiej Ameryki. Rozważania o przyczynach sprzedaży Alaski, Ośrodek Myśli Politycznej, 2017, ISBN 978-83-64753-92-3.
- Iluzja wolnej Białorusi. Jak walcząc o demokrację można utracić ojczyznę, Nowa Konfederacja, 2020, ISBN 978-83-959826-5-1.
- Wszystko jest wojną. Rosyjska kultura strategiczna, Zona Zero, 2021, ISBN 978-83-66814-06-6.
- Samotność strategiczna Polski, Zona Zero, 2022, ISBN 978-83-66814-38-7.
- Pauza strategiczna. Polska wobec ryzyka wojny z Rosją, Zona Zero, 2023, ISBN 978-83-66814-83-7.